# Georgios Karaïskakis
Georgios Karaïskakis (Grieks: Γεώργιος Καραϊσκάκης) is sedert 2011 een fusiegemeente (dimos) in de Griekse bestuurlijke regio (periferia) Epirus.
De drie deelgemeenten (dimotiki enotita) zijn:
- Georgios Karaïskakis (Γεώργιος Καραϊσκάκης)
- Irakleia of Irakleia Artas (Ηράκλεια of Ηράκλεια Άρτας)
- Tetrafylia (Τετραφυλία)